# アンゴラ時間
| 黒 | UTC-1: | （CVT）- カーボベルデ時間    |                            |
| 緑 | UTC+0: | （WET）- 西ヨーロッパ時間    | （GMT）- グリニッジ標準時  |
| 青 | UTC+1: | （CET）- 中央ヨーロッパ時間  | （WAT）- 西アフリカ時間    |
| 青 | UTC+1: | （WEST）- 西ヨーロッパ夏時間 |                            |
| 赤 | UTC+2: | （CAT）- 中央アフリカ時間    | （EET）- 東ヨーロッパ時間  |
| 赤 | UTC+2: | （SAST）- 南アフリカ標準時   | （WAST）- 西アフリカ夏時間 |
| 黄 | UTC+3: | （EEST）- 東ヨーロッパ夏時間 | （EAT）- 東アフリカ時間    |
| 灰 | UTC+4: | （MUT）- モーリシャス時間    | （SCT）- セーシェル時間    |

アンゴラでは現在、西アフリカ時間（WAT、UTC+1）が標準時に採用されている。夏時間は実施されていない。

## TZ database
| 座標*       | 時間帯*       | 標準時 | 夏時間 |
| ----------- | ------------- | ------ | ------ |
| -0848+01314 | Africa/Luanda | UTC+1  | なし   |